# Philedone aluminias
Philedone aluminias är en fjärilsart som beskrevs av Edward Meyrick 1912. Philedone aluminias ingår i släktet Philedone och familjen vecklare. Inga underarter finns listade i Catalogue of Life.